# 1920 Сармієнто
1920 Сармієнто (1920 Sarmiento) — астероїд головного поясу, відкритий 11 листопада 1971 року.
Тіссеранів параметр щодо Юпітера — 3,812.